# Mačva

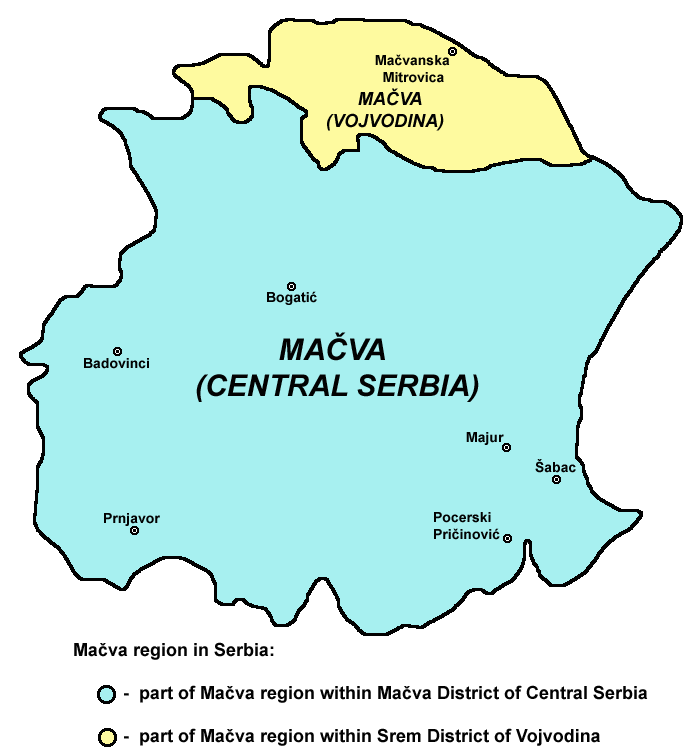
Mačva (současné rozdělení)

Mačva, respektive Bánovina Mačva, je historické území v dnešním severozápadním Srbsku, ohraničené na severu a východě řekou Sávou a na západě Drinou, která zároveň tvoří státní hranici mezi Srbskem a Bosnou a Hercegovinou. Mačva patřila pod pravomoc uherských králů, kteří tu jmenovali vlastní správce – bány. Hrad (a město) Mačva, dle nějž země dostala své jméno, časem zanikl a dnes není jeho poloha přesně známa; pravděpodobně ležel nedaleko města Šabace. Od roku 1945 je země v rámci Srbska rozdělena mezi Centrální Srbsko (kam patří většina území) a Vojvodinu (malá část na severu).

## Historie
Mačevská bánovina byla ustavena králem Bélou IV. roku 1247 pro jeho zetě, knížete z rodu Rurikovců, Rostislava Michajloviče (otce pozdější české královny Kunhuty).
V následujících staletích se území Mačvy dostávalo střídavě pod vládu Uher nebo Srbska. Od r. 1459 patřilo pod vládu Osmanské říše. Tak to zůstalo až do r. 1817 (s výjimkou let 1718–1739, kdy Mačvu a okolní území dobyla na Turcích Habsburská monarchie); od té doby tvoří Mačva součást Srbska.